# Plexippus stridulator
Plexippus stridulator är en spindelart som beskrevs av Pocock 1899. Plexippus stridulator ingår i släktet Plexippus och familjen hoppspindlar. Inga underarter finns listade i Catalogue of Life.